# Kopliks pletter
Kopliks pletter er små, ca. 1 mm brede saltkornsagtige hvide pletter med omgivende rødme, som ved mæslinger ofte kan ses på kindens eller læbernes inderside. Pletterne forsvinder inden udslættet bryder frem.
| Lægevidenskab | Spire Denne artikel om lægevidenskab er en spire som bør udbygges. Du er velkommen til at hjælpe Wikipedia ved at udvide den. |